# فرزندلف
فرزندلف (به آلمانی: Fresendelf) یک شهر در آلمان است که در نوردفرایسلند واقع شده‌است.
 فرزندلف  ۹۴ نفر جمعیت دارد.